# Kalwiga
Kalwiga est une commune rurale située dans le département de Kombissiri de la province du Bazèga dans la région Centre-Sud au Burkina Faso.

## Santé et éducation
Kalwiga accueille un centre de santé et de promotion sociale (CSPS).